# Brock (Familienname)
Brock ist ein Familienname.

## Namensträger

### A
- Achim Brock (* 1958), deutscher Schauspieler
- Adolf Brock (1932–2023), deutscher Gewerkschafter und Theoretiker der Arbeiterbildung
- Alma Brock-Smith (1908–2009), US-amerikanisch-kanadische Pianistin und Musikpädagogin

### B
- Bazon Brock (* 1936), deutscher Künstler und Kunsttheoretiker, Hochschullehrer
- Bill Brock (1930–2021), US-amerikanischer Politiker

### C
- Calvin Brock (* 1975), US-amerikanischer Boxer
- Chad Brock (* 1963), US-amerikanischer Country-Sänger
- Charley Brock (1916–1987), US-amerikanischer American-Football-Spieler

### D
- Dave Brock (* 1941), britischer Rockmusiker
- David Brock (* 1962), amerikanischer Publizist
- Deidre Brock (* 1961), britische Politikerin
- Dennis Brock (* 1995), deutscher Fußballspieler
- Detlef Brock (* 1954), deutscher Sportmediziner
- Ditmar Brock (1947–2020), deutscher Soziologe
- Dominikus Brock (1813–1880), deutscher Alexianer

### E
- Eberhard Brock (1929–2009), deutscher Informatiker
- Eduardo Brock (* 1991), brasilianischer Fußballspieler
- Elisabeth Brock-Sulzer (1903–1981), Schweizer Gymnasiallehrerin, Journalistin und Übersetzerin
- Erich Brock (1889–1976), deutsch-schweizerischer Philosoph
- Ernst Brock (1819–?), deutscher Pianist und Musiklehrer

### F
- Farina Brock (* 1984), deutsche Synchronsprecherin
- Franz Brock (Verleger) (1883–1967), deutscher Zeitungsverleger
- Franz Wilhelm Brock (1823–1897), deutscher Unternehmer und Lokalpolitiker
- Fredy Brock (1926–1992), deutscher Musiker und Entertainer
- Frida Brock-Oley (* 1910), deutsche Politikerin (SED) und Frauenfunktionärin
- Frieda Brock (1873–1943), deutsche Kinderdarstellerin und Theaterschauspielerin
- Friedrich Brock (1898–1958), deutscher Umweltforscher und Hochschullehrer
- Fritz Brock (1931–2014), deutscher Politiker (SED)

### G
- Georg Ignaz Brock (1746–1821), deutscher Autor und Politiker
- Gerhard Brock (1922–2009), deutscher Politiker (CDU)

### H
- Håkan Brock (* 1961), schwedischer Boxer
- Hayley Brock (* 1992), US-amerikanische Fußballspielerin
- Heinrich Brock (1818–1880), deutscher Pädagoge, Schulleiter und Schulrat
- Heinz Brock (* 1953), österreichischer Arzt und Krankenhausdirektor
- Hella Brock (1919–2020), deutsche Musikpädagogin
- Herbie Brock (1910–), US-amerikanischer Jazzmusiker

### I
- Inés Brock-Harder (* 1964), deutsche Politikerin (Bündnis 90/Die Grünen)
- Isaac Brock (1769–1812), britischer General

### J
- Jeffrey Brock (* 1970), US-amerikanischer Mathematiker
- Jeremy Brock (* 1959), britischer Regisseur und Filmautor
- Joachim Brock (1891–1969), deutscher Kinderarzt an der Universität Marburg und in Bad Dürrheim
- Joachim Brock (Herpetologe) (1923–2005), deutscher Herpetologe und Krokodilzüchter
- Johannes Georg Brock (1852–1889), deutscher Zoologe
- Juliet Clutton-Brock (1933–2015), britische Archäozoologin

### L
- Laura Brock (* 1989), australische Fußballspielerin
- Lawrence Brock (1906–1968), US-amerikanischer Politiker
- Lothar Brock (* 1939), deutscher Politologe
- Lou Brock (Baseballspieler) (1939–2020), US-amerikanischer Baseballspieler
- Louis Brock (1892–1971), US-amerikanischer Filmproduzent
- Ludvig Frederik Brock (1774–1853), dänisch-norwegischer Militär und Politiker

### M
- Mario Brock (* 1938), brasilianisch-deutscher Neurochirurg
- Markus Brock (* 1963), deutscher Fernsehmoderator
- Matthias Brock (* 1962), deutscher Maler
- Mel Brock (1888–1956), kanadischer Leichtathlet
- Michael Brock (Historiker) (1920–2014), britischer Historiker
- Michael H. F. Brock (* 1961), deutscher römisch-katholischer Geistlicher; seit 2011 Vorstand der Stiftung Liebenau
- Mirtha Brock (* 1970), kolumbianische Sprinterin

### N
- Napoleon Murphy Brock (* 1943), US-amerikanischer Musiker
- Nicolai Brock-Madsen (* 1993), dänischer Fußballspieler
- Norbert Brock (1912–2008), deutscher Pharmakologe und Krebsforscher

### O
- Oliver Brock (* 1969), deutscher Informatiker
- Otto Brock, eines der Pseudonyme von Manfred George (1893–1965), deutsch-amerikanischer Journalist, Publizist und Übersetzer
- Otto Brock (?–1983), Diakonie-Jugendheimstätten-Funktionär und Bundesverdienstkreuzträger

### P
- Paul Brock (Schauspieler) (1844–1897), deutscher Schauspieler und Theaterregisseur
- Paul Brock (Schriftsteller) (1900–1986), deutscher Seemann und Schriftsteller
- Paul Brock (Musiker), irischer Akkordeonist
- Paul D. Brock (* 1958), britischer Entomologe
- Peter Brock (Schriftsteller) (1916–1982), deutscher Schriftsteller
- Peter Brock (Historiker) (1920–2006), britisch-kanadischer Historiker
- Peter Brock (Automobildesigner) (* 1936), US-amerikanischer Automobildesigner und Fotojournalist
- Peter Brock (Journalist) (* 1942), US-amerikanischer Journalist und Autor
- Peter Brock (Rennfahrer) (1945–2006), australischer Automobilrennfahrer
- Peter Felix Brock (1805–1875), russischer Staatsmann, Finanzminister und aktiver Geheimrat

### R
- Randy Brock (* 1943), US-amerikanischer Politiker
- Rebecca Wirfs-Brock (* 1953), US-amerikanische Softwareentwicklerin
- Reinhard Brock (1951–2013), deutscher Synchronsprecher und Regisseur
- Robin Brock-Hollinshead (* 1928), britischer Skirennläufer
- Rudolf Brock (1913–2004), österreichischer katholischer Priester und Geistlicher Rat
- Rudolf Brock (1916–1982), eigentlicher Name von Peter Brock (Schriftsteller)
- Russell C. Brock (1903–1980), britischer Herzchirurg und Politiker

### S
- Sebastian Brock (Schriftsteller) (* 1980), deutscher Schriftsteller
- Sebastian Paul Brock (* 1938), englischer Syrologe
- Stanley Brock (1931–1991), US-amerikanischer Schauspieler
- Stanley Edmund Brock (* 1937), britischer Zoologe, Tierfilmer und Autor
- Sven Brock (* 1982), deutscher DJ, Gastronom, Eishockey Spieler

### T
- Thomas Brock (Gouverneur) († 1745), dänischer Kolonialgouverneur
- Thomas Brock (Bildhauer) (1847–1922), britischer Bildhauer
- Thomas Brock (Chemiker) (1950–2021), deutscher Chemiker und Hochschullehrer für Lacktechnologie
- Thomas Brock (Archäologe), deutscher Archäologe und Autor
- Thomas D. Brock (Thomas Dale Brock; 1926–2021), US-amerikanischer Biologe
- Timothy Clutton-Brock (* 1946), britischer Zoologe
- Tricia Brock (* 1950), US-amerikanischer Regisseurin und Drehbuchautorin

### U
- Ulrich Brock (* 1955), deutscher Fernsehproduzent, Fernsehregisseur und Medienmanager
- Uwe Brock (* 1960), deutscher Fußballspieler

### V
- Vernon E. Brock (1912–1971), US-amerikanischer Ichthyologe und Herpetologe

### W
- Walter Brock (* 1931), deutscher Zinnfigurensammler und -experte
- Werner Brock (* 1922), deutscher Fußballspieler
- Werner Gottfried Brock (1901–1974), deutscher Philosoph
- Wilhelm Brock (1880–1934), deutscher HNO-Arzt
- Willi Brock (* 1952), deutscher Fußballspieler

- William Brock (Mathematiker) (William Allen Brock; * 1941), US-amerikanischer Mathematiker und Wirtschaftswissenschaftler
- William Hodson Brock (1936–2025), britischer Wissenschaftshistoriker
- William Emerson Brock (1872–1950), US-amerikanischer Politiker
- Wolfgang Brock (* 1932), deutscher Grafiker und Plakatgestalter

### Z
- Zach Brock (* 1974), US-amerikanischer Jazz-Violinist